# Brouwerij Bayart

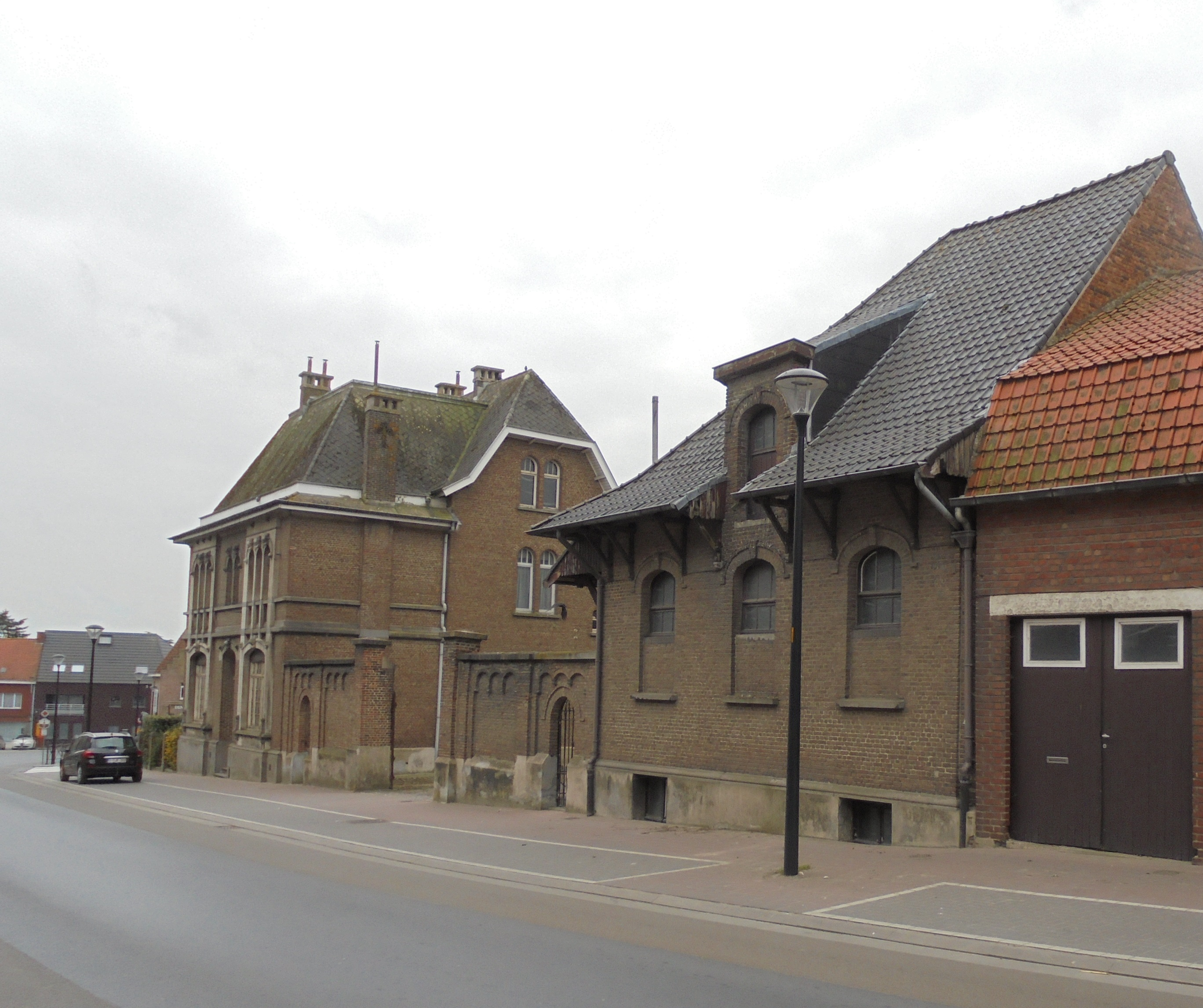
Brouwerij Sint-Arnoldus langs de Beselarestraat

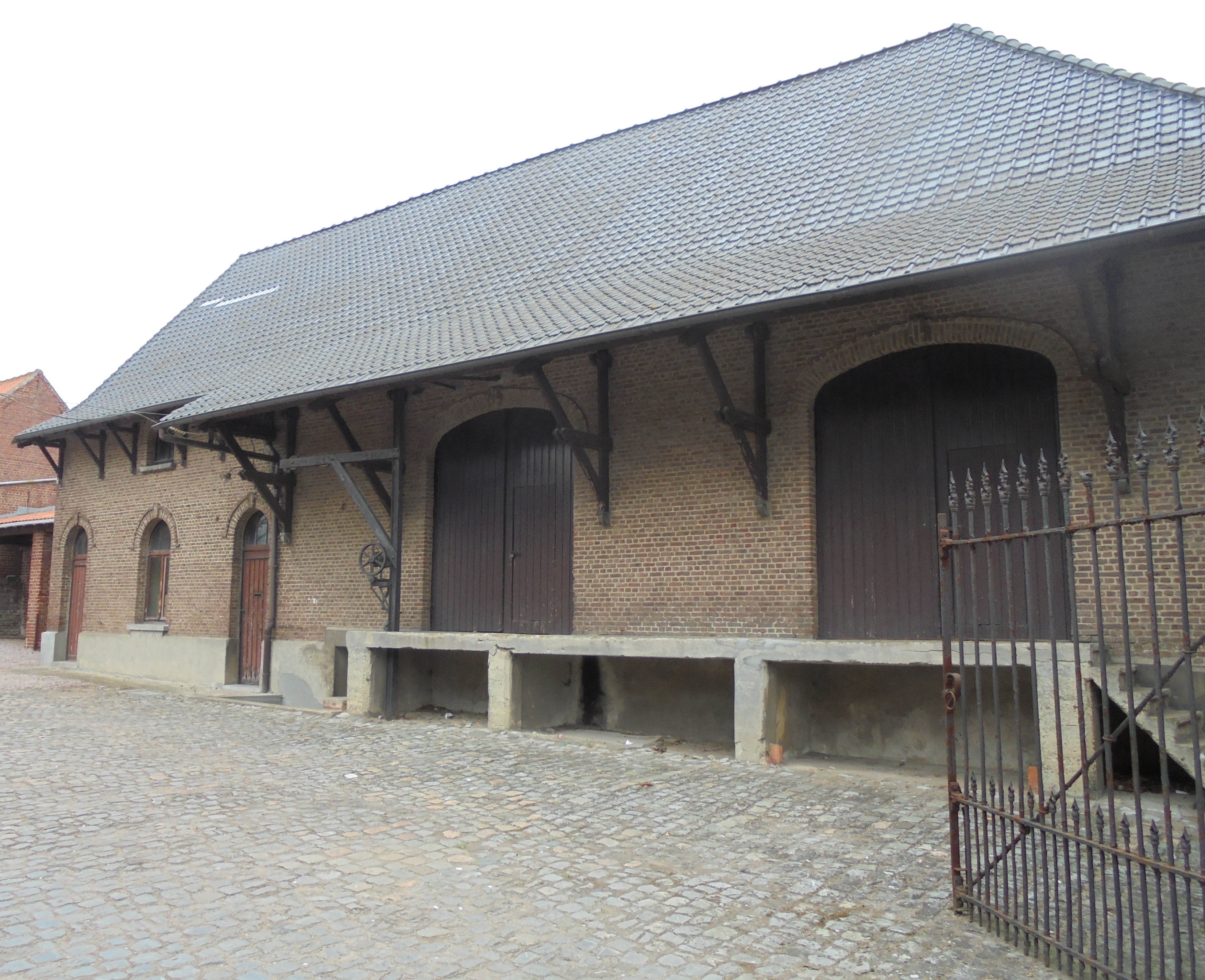
Bottelarij vanop de binnenkoer

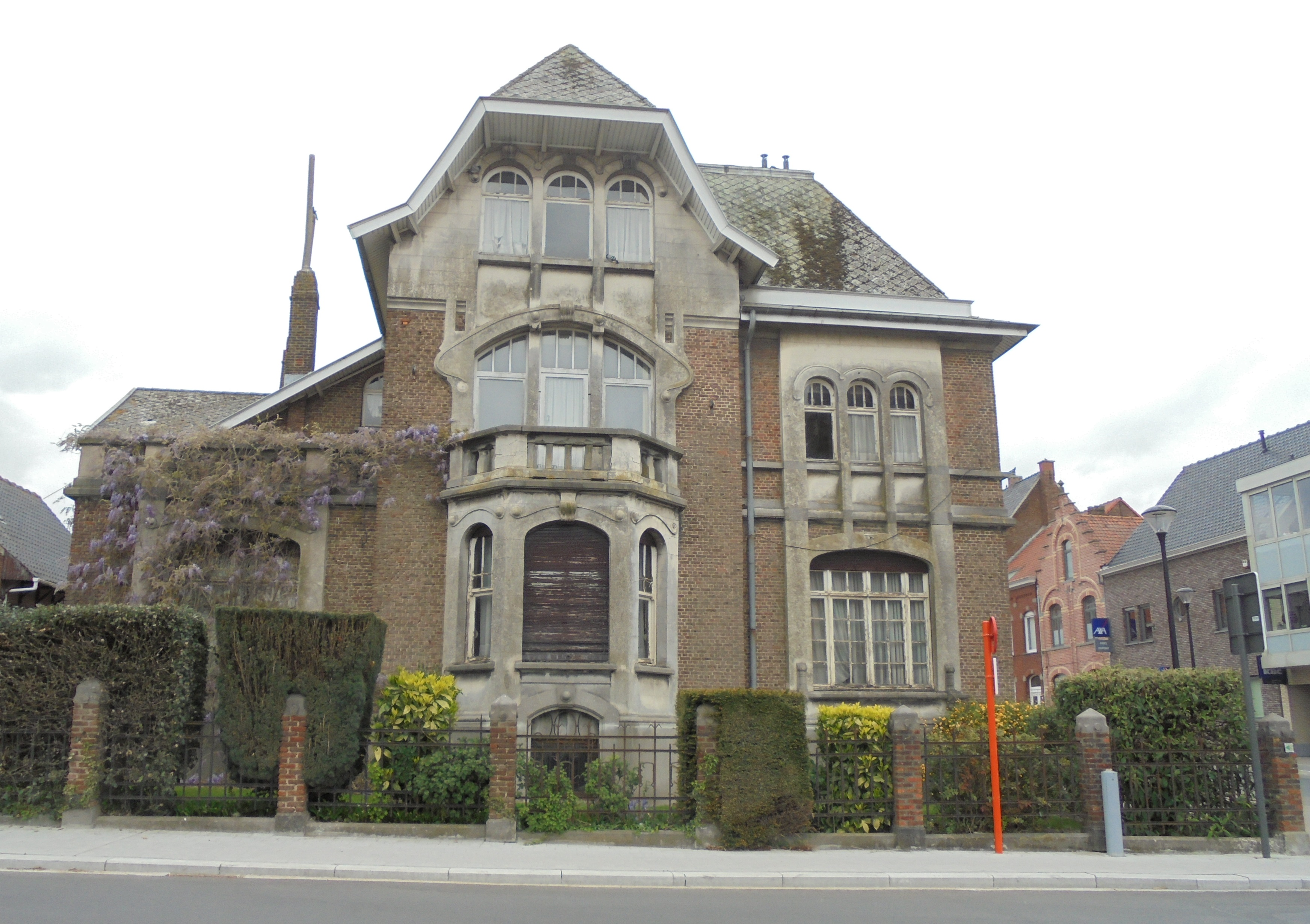
Brouwerswoning langs de Kloosterlaan

Brouwerij Gryson of Brouwerij Sint-Arnoldus is een voormalige brouwerij te Beselare die via overname in de handen kwam van de brouwersfamilie Bayart en daardoor Brouwerij Bayart genaamd .

## Geschiedenis
Charles Bayart (1799-1889) nam door zijn huwelijk met brouwersdochter Amelia-Sophia Verduyn de Brouwerij Het Anker in Passendale over. Zijn kleinzoon, Joseph Maria Juliaan Isidoor Bayart, trouwde in 1896 met Anaïse Maria Helena Adéla Gryson, de dochter van de brouwer Henri Gryson en Aurélie-Eufrasie Vuylsteke in Beselare. Hij vestigde zich in Beselare vanaf 1899 en nam in 1908 ook de brouwerij Gryson over toen alle andere erfgenamen waren gestorven. Hij hernoemde deze vervolgens tot Brouwerij Sint-Arnoldus.
De brouwerij staakte de activiteiten door de Eerste Wereldoorlog. Na de oorlog nam zoon Charles Alfons Henri Marie Joseph Bayart de zaak over. Hij liet de imposante brouwerswoning bouwen op de hoek van de Kloosterlaan en Beselarestraat. Het bedrijfsgebouw deed dienst als bottelarij en stekerij. Na de Tweede Wereldoorlog werd de zaak een drankencentrale, die verhuisde naar Geluwe en vervolgens Menen, waar ze tot op heden voortbestaat.

## Gebouwen
De gebouwen liggen rond een binnenplaats. De brouwerswoning werd in 1922 gebouwd door de architecten J. Marstboom en L. Janssens uit Menen in de plaats van een classicistisch herenhuis dat vernield werd gedurende de Eerste Wereldoorlog. Het huis bezit onder het wolfsdak 2 bouwlagen en heeft een overkragende dakrand.
Aan de noordzijde van de binnenplaats ligt de bottelarij met lagerkelders. Dit is opgetrokken uit baksteen en bezit een afgewolfd zadeldak met overstekende dakrand op schoorstukken. Aan de zuidkant van de binnenplaats bevinden zich de bakstenen paardenstallen met een zadeldak.
Het geheel werd op 21 augustus 2003 door een ministerieel besluit beschermd als monument. Dit besluit werd echter vernietigd door de Raad van State op 30 september 2009, na een beroep ingesteld door de familie Bayart.
In juni 2021 werd begonnen met de afbraak van de gebouwen. Bedoeling is de site een nieuwe invulling te geven met twaalf appartementen, waarbij zoveel mogelijk van de oude brouwerij zal hergebruikt worden.

## Bieren
Drankencentrale Bayart is opdrachtgever voor het brouwen van een eigen bier: het Beselaars Heksenbier, gebrouwen bij Brouwerij Van Eecke en afgeleid van Kapittel Blond.

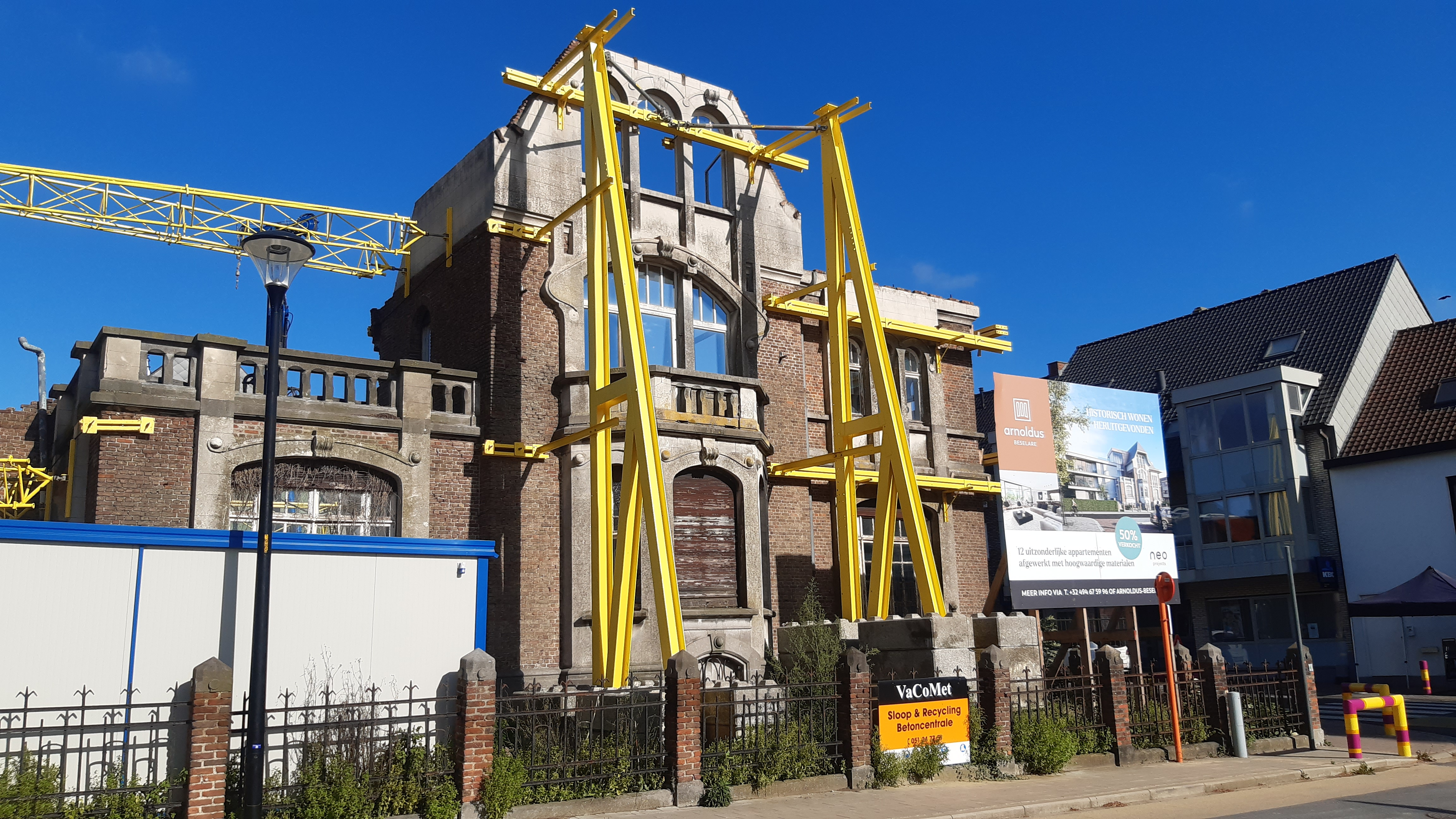
Brouwerij tijdens de afbraakwerken
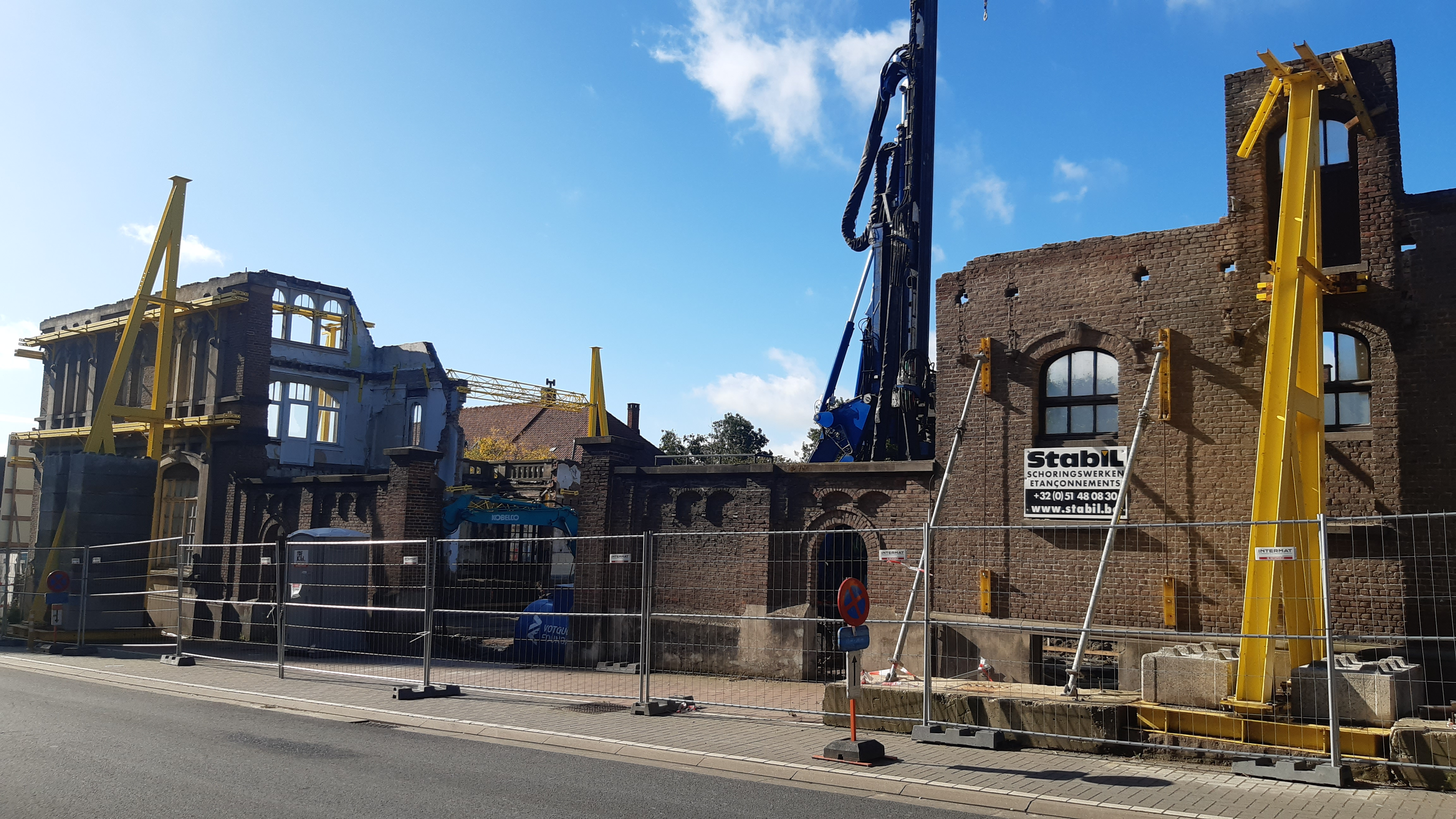
Brouwerij tijdens de afbraakwerken